# عصام القرنی
عصام القرنی (انگلیسی: Issam Al-Qarni؛ زادهٔ ۲۹ آوریل ۱۹۹۵) یک ورزشکار اهل عربستان سعودی است.
از باشگاه‌هایی که در آن بازی کرده‌است می‌توان به باشگاه فوتبال النصر عربستان سعودی اشاره کرد.